# Фусс, Павел Николаевич
Па́вел Никола́евич Фусс (Пауль Генрих фон Фусс; 21 мая (1 июня) 1798, Санкт-Петербург — 10 (22) января 1855, Санкт-Петербург) — российский математик; член Петербургской академии наук.

## Биография
Сын Николая Ивановича Фусса, брат Е. Н. Фусса, правнук по матери Леонарда Эйлера.
Начальное образование получил в Санкт-Петербургской губернской гимназии. Будучи (с 1815 года) воспитанником Санкт-Петербургской академии наук[уточнить], перевёл четыре сочинения своего отца. К тому же времени относятся его первые попытки к самостоятельным работам по математике. Из них в печати появились только две: статья научного характера «Примечания и дополнения к XII главе 2-го тома „Алгебры“ Эйлера, касательно решения уравнений третьей степени» («Труды академии наук», I, 1821) и «Сравнительные таблицы новых французских мер и весов с российскими» («Продолжение технологического журнала», II, 1817, ч. 4-я). Следующий учёный труд Фусса «De curva quadam transcendente ejusque proprietatibus» («Mémoires de l’Akademie Impériale des sciences de St.-Pétersbourg», VIII, 1822).
В 1818 году он уже был избран адъюнктом академии. В этом звании им были представлены академии следующие статьи: «Solutio problematum aliquot ex geometria sublimiori» («Mémoires», X, 1826); «Quantum differat longitudo arcus curvae ab asymtota, utraque in infinitum usque protensa, inquiritur» (там же, IX, 1824); «Solution de quelques problèmes, relatifs à la méthode inverse des tangentes» (там же, X, 1826); «О параболах высших порядков» («Труды академии наук», II, 1823).
В 1823 году Фусс был назначен экстраординарным академиком, а в 1826 году заместил своего отца на должности непременного секретаря академии и в том же году определён в ординарные академики. Вся его последующая учёно-литературная деятельность свелась исключительно к работам по библиографии сочинений его знаменитого прадеда Эйлера и к критическим разборам представляемых в академию сочинений: «Correspondance mathématique et physique de quelques célèbres géomètres du XVIII-e siècle, précédée d’une notice sur les travaux de Léonard Euler, par P. H. F.» (СПб., 1843); «Leonardi Eulen opera minora collecta. Commentation arithmetical collectae. Auspiciis Acad. Imper. scient. Petropolitanae ediderunt auctoris pronepotes Dr. P. H. Fuss et Nicolaus Fuss. Insunt plura inedita» (СПб. 1849); «Leonhardi Euleri opera posthuma mathematica et physica anno 1844 detecta, ediderunt auctoris pronepotes P. H. F. et N. F.» (СПб., 1862); во втором из трёх названных изданий в виде предисловия помещена статья: «Nachricht über eine Sammlung unedirter Handschriften Leonhard Euler’s, und über die von der Akademie begonnene Gesammtausgabe seiner kleineren Schriften»; «Notice sur la découverte d’ouvrages inédits d’Euler» («Bulletin de la classe physico-mathématique», III, 1845); «Supplément» (там же, IX, 1851). Напечатанные академией рецензии Ф., за исключением первой, написанной при участии академика Коллинса, всегда составлялись вместе с Буняковским.
Литературная деятельность Фусса по должности непременного секретаря академии была в сравнении с деятельностью его предшественников очень обширной. Уже в год своего вступления в эту должность он, по случаю 100-летнего юбилея академии, произнёс в торжественном её собрании речь: «Aperçu historique des travaux de l’Académie Impériale des sciences de St-Pétersbourg, depuis 1726 jusqu'à 1826». Составлял ежегодные отчёты о деятельности академии и с 1832 года — отчёты о присуждении демидовских премий.
Очерк жизни и деятельности Фусса см. в «Eloge de Р. Н. Fuss. Discours de Mr. Otto Struve» («Compte rendu de l’Académie», 1856).
Похоронен на Смоленском лютеранском кладбище.

## Награды
Служебная деятельность Фусса была отмечена пожалованием в чин действительного статского советника (12 июня 1838 года) и рядом орденов:
- Орден Святой Анны 2-й степени (1826 год; императорская корона к этому ордену пожалована в 1832 году)
- Орден Святого Владимира 3-й степени (1834 год)
- Орден Святого Станислава 1-й степени (1842 год)
- Орден Святой Анны 1-й степени (1846 год; императорская корона к этому ордену пожалована в 1850 году)

Иностранные:
- Прусский орден Красного орла 2-й степени (1843 год)
- Шведский орден Полярной звезды (командор) (1851 год)

Кроме того, Фусс имел перстень с бриллиантами и вензелем Е.И.В. (1849 год), золотую табакерку от короля Прусского (1827 год) и знак за XXXV лет беспорочной службы (1851 год).

## Семья
Жена — Вильгельмина Доротея Хольст (1802—1897).Из потомков П. Н. Фусса известны:
- Паулина Павловна (15.08.1828 - осень 1914)[8], жена известного химика Генриха Васильевич Струве;
- Эдуард Павлович (Эдуард Вильгельм) (18 мая 1830 — 12 августа 1875, Баденвейлер, Великое герцогство Баденское), действительный статский советник (1873), чиновник 4-го отделения Собственной Е.И.В. канцелярии (с 1857). Жена (с 1870) — Лидия Алексеевна, урожденная Даниловская (1849—?);
- Павел Павлович (Пауль Андреас) (20 июня 1839 — 19 ноября 1896, С.-Петербург), коллежский советник (1890), чиновник Главного общества российских железных дорог, служащий (с 1877), библиотекарь (с 1883) Петербургской АН. Жена (с 1884) — Елизавета Карловна (Елизавета Тереза), урождённая Францен (20 октября 1851, Рига — после 1916);
- Владимир Павлович (Вольдемар-Карл) (14 октября 1840, С.-Петербург — 27 декабря 1891, С.-Петербург) — статский советник (1878), чиновник 4-го отделения Собственной Е.И.В. канцелярии (с 1860). Жена (с 1864) — Елена Павловна, урожденная Шаврова (? — после 1916). Из их детей известен Дмитрий Владимирович (27.01.1866 — 06.02.1944)[9], полковник (1911), участник русско-японской войны и 1-й мировой войны, был трижды женат.